# Gižiga (fiume)
La Gižiga (in russo Гижига?) è un fiume dell'estremo oriente russo (oblast' di Magadan), tributario del golfo di Šelichov (mare di Ochotsk).
Ha origine dalla sezione centrale del vasto altopiano della Kolyma. Scorre dapprima in un contesto montagnoso e quasi spopolato lungo il versante meridionale dell'altopiano, con direzione mediamente orientale; successivamente, nel suo medio corso, entra in una regione pianeggiante (che prende il nome di bassopiano della Gižiga) e volge il suo corso verso sud. Sfocia all'estremità nordorientale dell'insenatura alla quale dà il nome (baia della Gižiga, parte del più ampio golfo di Šelichov), a pochi chilometri di distanza dalla foce del fiume Avekova.
I suoi maggiori affluenti sono: Irbyčan, Achaveem e Čërnaja dalla sinistra idrografica; Turomča dalla destra.
Come tutti i corsi d'acqua della zona, a causa del clima molto rigido il fiume è ghiacciato per lunghi periodi ogni anno, mediamente dall'autunno alla fine della primavera.